# Hans Popper (Mediziner)
Hans Philipp Popper (* 24. November 1903 in Wien; † 6. Mai 1988 in New York City) war ein Wiener Pathologe, der aufgrund seiner jüdischen  Abstammung nach dem „Anschluss“ Österreichs an das Dritte Reich von der Universität Wien entlassen wurde und nachfolgend in die USA floh. Er erhielt insbesondere auf dem Gebiet der Hepatopathologie weltweite Anerkennung, als deren Begründer er und Sheila Sherlock gelten.

## Leben
Hans Popper war ein Sohn des aus der Pilsner Region stammenden Arztes Carl Popper und dessen Ehefrau Emilie, geborene Grünbaum. Der Philosoph Sir Karl Popper (1902–1994) war sein Cousin. Nach seinem Abschluss am humanistischen Akademischen Gymnasium, einer Wiener Eliteschule, immatrikulierte sich Popper 1922 an der Universität Wien, wo er Chemie und Medizin studierte. Die Doktorwürde erlangte er 1928. Er arbeitete zunächst in der Pathologie, später im Fach Chirurgie und anschließend in der Hals-Nasen-Ohren-Heilkunde. Weitere fünf Jahre verbrachte Popper in Wien als Internist. Ab 1933 arbeitete er an der I. Medizinischen Universitätsklinik des Wiener Allgemeinen Krankenhauses unter Hans Eppinger (1879–1946). Während dieser Zeit entwickelte er gemeinsam mit Emil Mandel und Helene Mayer den universell genutzten Kreatinin-Clearance-Test zur quantitativen Beurteilung der Nierenfunktion.

### Flucht
Am Tag des Einmarsches deutscher Truppen in Österreich, dem 12. März 1938, wurde Popper von einem Klinikkollegen, der in eine SS-Uniform gekleidet war, in seinem Büro eingeschlossen. Er wurde am Morgen des nachfolgenden Tages befreit. Eppinger unterschätzte die Auswirkungen dieses Zwischenfalls auf Popper. Hinzu kam, dass Popper aus Gründen der „Aufrechterhaltung der Ordnung an der Klinik“ vom Dienst suspendiert wurde. Auf Grund seiner Kontakte in Wien und in Chicago bekam er sehr schnell ein Einreisevisum sowie eine Ausreiseerlaubnis. Er wurde durch einen Vertrauten aus dem Kollegium gewarnt, dass eine Verhaftung durch die Gestapo kurz bevorstehe, worauf er übereilt Österreich verließ und nach Rotterdam fuhr, wo er an Bord der SS New Amsterdam auf ihrer Jungfernfahrt nach New York Europa hinter sich ließ und sich durch die Flucht vor dem Konzentrationslager retten konnte.

### Leben im Exil
Popper ging an die University of Illinois, wo er 1941 den „Master of Science in Pathology“  und 1944 seine zweite Doktorwürde, den „Doctor of Pathology and Physiology“ erlangte. Er heiratete Lina, geborene Billig, die ebenfalls aus Wien emigriert war. Sie bekamen zwei Söhne, Frank (* 1944, später Professor an der Rutgers University in New Jersey) und Charles (* 1946). Nach seiner Einbürgerung diente er bis zum Ende des Zweiten Weltkrieges in der US-Armee im Rang eines Majors.

## Wissenschaftliche Laufbahn
Von 1946 bis 1957 hatte er die Leitung des Pathologischen Instituts am Cook County Hospital inne. Eppinger hat ihm erlaubt, ein Fluoreszenzmikroskop bei seiner Flucht aus Wien mitzunehmen. Es wurde nun zu einem entscheidenden Instrument für seine bahnbrechenden Studien zu Gewebe-Vitamin A bei Menschen und Tieren. Andrew Conway Ivy, einer der führenden experimentellen Pathologen der Epoche, war so beeindruckt von Hans Fähigkeit, kleine Mengen Vitamin A in Nierenschnitten zu identifizieren, dass er einer seiner engsten Freunde und überzeugten Unterstützer wurde. Die Fluoreszenzmikroskopie führte logischerweise zur Leber, und fast über Nacht wurde Hans von den Lebererkrankungen gefesselt, einer häufigen Krankheit im Cook County Hospital. Ende der 1940er Jahre traf er Sheila Sherlock, mit der zusammen er als Begründer der Hepatologie gilt. Zudem war er Gründer und von 1943 bis 1957 wissenschaftlicher Direktor des Hektoen Institute for Medical Research. Ebenso war er 1948 Initiator der Gründung der American Association for the Study of Liver Diseases (AASLD). Popper hielt weltweit Vorträge an allen namhaften Kongressen, die sich mit Lebererkrankungen beschäftigten. Er erforschte und enträtselte die intrahepatische Cholestase und die frühen Entwicklungsstadien der Leberfibrose. In den 1950er Jahren entstanden seine klassischen Studien zur Histogenese der Leberzirrhose und zur Gefäßversorgung der zirrhotischen Leber.
Im Jahr 1957 ging Popper nach New York an das Mount-Sinai-Krankenhaus und wurde dort der Direktor des Pathologischen Instituts. Er spielte eine zentrale Rolle bei der Gründung der Mount Sinai School of Medicine 1963 (heute Icahn School of Medicine at Mount Sinai), wurde dort Dekan und später Präsident. Auch nach seiner Emeritierung im Jahre 1973 setzte er seine Forschungen fort. Nach der Identifizierung des Hepatitis-B-Virus Ende der 1960er Jahre war er zunehmend von der Pathogenese und den sehr variablen morphologischen und klinischen Erscheinungsformen dieser und anderer Virusinfektionen der Leber fasziniert. Er war einer der ersten, der das onkogene Potenzial des Hepatitis-B-Virus postulierte und die entscheidende Bedeutung dieser Eigenschaft für die viralen Träger weltweit erkannte. Ebenso wichtig war seine Erkenntnis, dass die Untersuchung und das Verständnis dieser Probleme die Kenntnis der Konzepte und Techniken der modernen Molekularbiologie, Virologie, Immunologie und Onkologie erforderte. Weitere wichtige Beiträge betrafen die sehr variable Morphologie der Non-A- und Non-B-Hepatitis sowie die Biologie und Pathogenese der Delta-Hepatitis. Er machte auch die wichtige Beobachtung, dass die berufliche Exposition gegenüber Monovinylchlorid hepatotoxisch ist und häufig zum Auftreten eines hepatischen Angiosarkoms führt. Eine seiner zufälligen Entdeckungen war, dass die menschliche Leber im Gegensatz zu anderen Organen nicht altert.
In den 1980er-Jahren geriet Hans Popper durch eine permissive und euphemistische Haltung in Bezug auf seinen früheren akademischen Lehrer – den Arzt und NS-Verbrecher Hans Eppinger – kurzzeitig ins Zwielicht. In einer schwer nachvollziehbaren, wohl verdrängenden,  „wissenschaftlichen Loyalität“ zu seinem früheren Mentor, trat er als jüdisch Verfolgter mehrfach als Laudator des NS-Kriegsverbrechers bei der Verleihung des Eppinger-Preises für herausragende Leistungen und Beiträge zur Leberforschung auf, den die Falk Foundation in Freiburg im Breisgau seit 1973 verliehen hatte. Im Jahre 1989 wurde der Preis der Falk Foundation in Internationaler Hans-Popper-Preis umbenannt.
Hans Popper verstarb am 6. Mai 1988 in New York City an den Folgen eines Pankreaskarzinoms.

## Ehrendoktortitel
- 1965 Katholieke Universiteit Leuven
- 1965 Universität Wien
- 1965 Universität Bologna
- 1974 Medizinische Hochschule Hannover
- 1975 Universität Turin
- 1977 Eberhard Karls Universität Tübingen
- 1978 Catholic University of Korea, Seoul
- 1979 Icahn School of Medicine at Mount Sinai, New York
- 1981 Universität Lissabon
- 1981 University of Medicine and Dentistry of New Jersey
- 1981 Westfälische Wilhelms-Universität Münster
- 1984 Albert-Ludwigs-Universität Freiburg
- 1987 Georg-August-Universität Göttingen
- 1988 Humboldt-Universität zu Berlin (posthum)

## Auszeichnungen
- 1967 Fellow, American Academy of Arts and Sciences
- 1970 Distinguished Lecture Award, American College of Gastroenterology
- 1970 Charter Member, Alpha Omega Alpha Chapter at the Mount Sinai School of Medicine
- 1971 Julius Friedenwald Medal, American Gastroenterological Association
- 1974 Distinguished Service Award, International Association for the Study of the Liver
- 1976 Benennung des Instituts für Pathologie der Wiener Universität in „Hans Popper Labor für Molekulare Hepatologie“
- 1976 Member, National Academy of Sciences
- 1976 Honorary Life Member, New York Academy of Sciences
- 1976 Gold Headed Cane Award, American Association of Pathologists and Bacteriologists
- 1976 Mitglied der Deutschen Akademie der Naturforscher Leopoldina[3]
- 1983 Distinguished Service Award, American Association for the Study of Liver Disease#
- 1983 Ehrenkreuz für Wissenschaft und Kunst I. Klasse durch die Republik Österreich
- 1985 Benennung der Pathologische Abteilung an der Mount Sinai School of Medicine in „Lillian and Henry Stratton – Hans Popper Department of Pathology“.
- 1988 Distinguished Pathologist Award, United States and Canadian Academy of Pathology
- 1989 Seit 1989 verleiht die Falk Foundation den Internationalen Hans-Popper-Preis

## Veröffentlichungen (Auswahl)
Popper war Autor und Coautor von 821 Veröffentlichungen und 28 Büchern, die alle Gebiete der Hepatologie abgedeckt haben.
- Literatur in NDB
- 1926 Über eine neue Microbestimmungsmethode der Kohlehydrate in Organen und Koerpersaeften. Biochem. Ztschft. 175:371.
- 1937 mit J. Boeck,  Über Lebertransplantation in die Vorderkammer des Auges. Virchow Arch. Path. Anat. 299:219.
- 1937 mit  E. Mandel, H. Mayer, Über die diagnostische Bedeutung der Plasmakreatininbestimmung. Ztschft. Klin. Med. 133:56.
- 1941 The histological distribution of vitamin A in human organs under normal and pathologic conditions. Arch. Path. 51:766. 1943
- 1941 mit F. Steigmann, Intrahepatic obstructive jaundice. Gastroenterology 1:645.
- 1951 mit S. S. Waldstein, Liver cirrhosis: Relation between function and structure based on biopsy studies. Arch. Intern. Med. 87:844. 1952
- 1951 mit D. Koch-Weser, J. de la Huerga, Hepatic necrosis due to bromobenzene and its dependence upon available sulfur amino acids. Proc. Soc. Exper. Biol. Med. 79:196.
- 1957 mit F. Schaffner, Liver: Structure and Function. New York: Blakiston Div., McGraw-Hill Book Co., Inc.
- 1957 Transition of hepatitis into cirrhosis. Amer. J. Dig. Dis. 2:397.
- 1959 mit F.  Schaffner, Drug-induced hepatic injury.Ann. Intern. Med. 51:1230.
- 1963 mit F.  Schaffner, Capillarization of hepatic sinusoids in man. Gastwenterology 44:239. 1965
- 1963 mit E. Rubin, F Schaffner, Primary biliary cirrhosis. Chronic nonsuppurative destructive cholangitis. Amer.J. Path. 46:387.
- 1966 mit S. Bronfenmajor, F. Schaffner, Fat-storing cells (lipocytes) in human liver. Arch. Path. 82:447. 1966
- 1966 mit C. S. Davidson, B. Babior, Concerning hepatotoxicity of halothane. New Engl. J. Med. 275:1497.
- 1967 mit F. Deinhardt, Studies on the transmission of human viral hepatitis to marmoset monkeys. I. Transmission of disease, serial passages, and description of liver lesions./. Exp. Med. 125:673.
- 1968 mit De Groote, A classification of chronic hepatitis. Lancet 2:626.
- 1975 mit L. B. Thomas, Vinyl-chloride induced liver disease. From idio- pathic portal hypertension (Banti's syndrome) to angiosarcoma. N. Engl.J. Med. 292:17.
- 1978 mit H. J. Alter, Transmissible agent in non-A, non-B hepatitis. Lancet 1:459.
- 1979 P. D. Berk et al., Veno-occlusive disease of the liver after allogeneic bone marrow transplantation. Ann. Intern. Med. 90:158. 1981
- 1979 mit S. N. Thung et al., Animal model of human disease: chimpanzee carriers of hepatitis B virus. Am. J. Pathol. 105:328.
- 1982 mit M. A. Gerber, S. N. Thung, The relation of hepato- cellular carcinoma to infections with hepatitis B and related vi- ruses in man and animals. Hepatology 2:1.
- 1983 mit M. Rizzetto et al., Chronic hepatitis in carriers of hepatitis B sur- face antigen, with intrahepatic expression of the delta antigen. An active and progressive disease unresponsive to immunosup- pressive treatment. Ann. Intern. Med. 98:437.
- 1986 mit P. L. Marion et al., Hepatocellular carcinoma in ground squirrels persistently infected with ground squirrel hepatitis virus.Proc. Natl. Acad. Sci. USA 83:4543.
- 1987 Hepatocarcinogenicity of the woodchuck hepatitis virus. Proc. Natl. Acad. Sci. USA 84:866.
- 1987 mit G. Acs et al., Hepatitis B virus produced by transfected Hep G2 cells causes hepatitis in chimpanzees. Proc. Natl. Acad. Sci. USA 84:4641.
- 1987 mit F. V. Chisari et al., Structural and pathological effects of synthesis of hepatitis B virus large envelope polypeptide in transgenic mice. Proc. Natl. Acad. Sci. USA 84:6909.